# Кобяйский наслег
Кобяйский наслег — сельское поселение в Кобяйском улусе Якутии Российской Федерации.
Административный центр — село Кобяй.

## История
Статус и границы сельского поселения установлены Законом Республики Саха (Якутия) от 30 ноября 2004 года N 173-З N 353-III «Об установлении границ и о наделении статусом городского и сельского поселений муниципальных образований Республики Саха (Якутия)».

## Население
| 2002  | 2010  | 2011  | 2012  | 2013  | 2014  | 2015  |
| ----- | ----- | ----- | ----- | ----- | ----- | ----- |
| 2570  | ↗2605 | ↘2595 | ↘2515 | ↘2435 | ↘2394 | ↗2395 |
| 2016  | 2017  | 2018  | 2019  | 2020  | 2021  |       |
| ↘2369 | ↘2322 | ↘2290 | ↘2289 | ↘2247 | ↘2242 |       |

## Состав сельского поселения
| № | Населённый пункт | Тип населённого пункта       | Население |
| - | ---------------- | ---------------------------- | --------- |
| 1 | Кобяй            | село, административный центр | ↘2172     |
| 2 | Ойун-Унгуохтах   | посёлок                      | →0        |
| 3 | Сага             | посёлок                      | →0        |